# ニコニコテレビちゃん
ニコニコテレビちゃんとはニコニコ動画のマスコットキャラクターの名称。声優は大山のぶ代が行っている。ニコニコ本社ではニコニコテレビちゃんのぬいぐるみなどといったグッズが販売されている。
ぶたボットという漫画作品にニコニコテレビちゃんが登場している。
2013年4月1日にはニコニコ動画からwebR2525のマスコットキャラクターへと移籍したが、その当日のうちにwebR2525に辞表を出してニコニコ動画に戻ってきた。ニコニコ動画ではエイプリルフールにちなんだ企画で、様々な嘘と本当が入り混じった予定が公表されており、ニコニコテレビちゃんの移籍もこの企画の一つであった。